# Parti Keadilan Rakyat
Die Keadilan (Parti Keadilan Rakyat, engl. People’s Justice Party) ist eine liberaldemokratische politische Partei in Malaysia. 

## Gründung
Die Partei wurde von Wan Azizah Wan Ismail gegründet, der Frau des früheren Vize-Premierministers Anwar Ibrahim, dessen Ausschluss aus der UMNO und Verhaftung im September 1998 die Nation erschütterte. Die Partei stand damals noch unter dem Namen Parti KeADILan Nasional an der Spitze der Reformasi-Bewegung, deren Ziel es war, das politische System Malaysias zu reformieren. Die Keadilan ist Gründungsmitglied der ehemaligen Oppositionskoalition Barisan Alternatif, die von 1999 bis 2004 bestand und der Pakatan Rakyat, einer neuen Koalition, die 2008 gegründet wurde.

## Entwicklung
Zwischen dem 27. und dem 30. September 1999 wurden sieben führende Politiker der Keadilan, darunter der stellvertretende Vorsitzende Tian Chua, festgenommen und daran gehindert, an der Wahl teilzunehmen. Auch wegen einer zu engen Allianz mit der islamistischen Parti Islam Se-Malaysia, die nicht-muslimische Wähler abschreckte, erreichte die Partei bei den Wahlen 1999 nur fünf Sitze im Parlament. Am 10. April 2001 wurden wieder führende Politiker verhaftet.
Im Februar 2003 fusionierte die Keadilan mit der ebenfalls der Barisan Alternatif angehörenden Parti Rakyat Malaysia und nahm ihren heutigen Namen an.
Bei den Wahlen 2004 erhielt die Keadilan 8,9 % der Stimmen und damit nur einen Sitz im Parlament. Bei der Wahl 2008 war sie dagegen verhältnismäßig erfolgreich und erlangte mit 18,5 % der Stimmen insgesamt 31 von 222 Sitzen im malaysischen Parlament. Bei der darauffolgenden Wahl verlor sie trotz einer höheren Gesamtzahl an Wählerstimmen einen Sitz im Parlament und ist somit seit Mai 2013 mit 30 Abgeordneten im Dewan Rakyat vertreten.